# Gare Anatoli-Alimov
La gare d'Anatoly-Alimov, (ukrainien : Імені Анатолія Алімова) est une gare ferroviaire ukrainienne située à proximité du port fluvial de Zaporijjia de la ville de Zaporijia.

## Situation ferroviaire
Elle se situe entre la gare de Zaporijia-II et la gare portuaire.

## Histoire
La gare est construite en 1934 sous le nom de Point de jonction A. En 1959 elle porte le nom de petite gare de Zaporijia ( Запоріжжя-Мале) et en 16 juin 2009 elle porte le nom de Anatoly Alimov cheminot ayant travaillé en cette gare.